# Volokonovkai járás

A Volokonovkai járás a Belgorodi területen

A Volokonovkai járás (oroszul Волоконовский район) Oroszország egyik járása a Belgorodi területen. Székhelye Volokonovka.

## Népesség
- 1989-ben 36 598 lakosa volt.
- 2002-ben 35 616 lakosa volt, akik főleg oroszok.
- 2010-ben 32 769 lakosa volt.